# Paragone
Paragone (comparação) é um termo italiano que denominou uma polêmica a respeito de qual das artes seria a superior, que se tornou particularmente viva entre os artistas do Renascimento e Maneirismo, deixando longa descendência. 
A rivalidade entre as artes era coisa antiga, e durante a Idade Média foi produzida muita literatura sobre o tema. Originalmente a disputa confrontava as artes visuais, consideradas simples técnicas mecânicas, e as artes intelectuais, como a poesia e a música, que se associavam ao mundo da razão e na prestigiada tradição grega eram contempladas com musas protetoras, enquanto que nenhuma das artes visuais era tutelada por uma deidade.

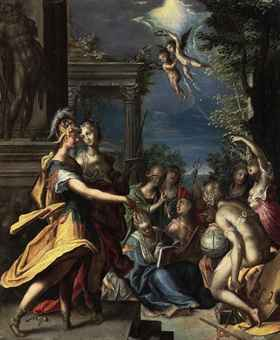
Atribuído a Hans von Aachen: Minerva apresentando a Pintura às Artes Liberais

Essa inferiorização das artes visuais se tornou dramática no Renascimento, época em que se os artistas, tendo conquistado grandes conhecimentos sobre a natureza, a perspectiva e anatomia, que emprestavam à arte do período um cunho racional e quase científico, estavam tentando se livrar do status de simples artesãos e se equiparar aos intelectuais. Também se baseavam na antiga associação das artes visuais com a retórica, criando um repertório formal em grande parte derivado de motivos literários e com um caráter essencialmente narrativo. Havia a respeitável referência de Horácio, cujo conceito ut pictura poesis (assim como é a pintura, também é a poesia) dava mais peso às pretensões dos artistas e os ligava, através da retórica poética, à criatividade apolínea.
Leonardo da Vinci foi o primeiro que discorreu sobre o problema com uma grande riqueza de argumentos em seu Tratado sobre a Pintura, definindo as principais linhas constitutivas do paragone centrado na comparação entre a pintura e a escultura. De início estabeleceu a arte em geral como uma irmã da ciência, e em seguida, particularizando sua análise, declarou que não encontrava diferenças essenciais entre a pintura e a escultura, mas logo passava a dizer que o trabalho do pintor era mais limpo, complexo, completo e intelectual, enquanto que o do escultor era mais sujo, simples, limitado e braçal. Além disso, considerava a imitação da natureza sob a forma de uma ilusão pictórica mais bela e instigante do que a produzida pela escultura, que imitava servilmente os volumes que a natureza apresentava e não exigia, assim, nenhum grande esforço de elaboração mental, nem um profundo conhecimento da matemática e da perspectiva, associando com isso a pintura às artes liberais. Ele também defendeu a pintura contra a poesia e a música, afirmando que a arte só pode excitar o observador através dos sentidos, e acreditando que dentre todos a visão era o que mais facilmente dava acesso à alma. Embora seus escritos não fossem impressos, suas ideias foram divulgadas por Castiglione, que as comentou em seu O Cortesão.
A discussão atingiu seu primeiro ponto alto em meados do século XVI, tornando-se um tema dominante na crítica de arte maneirista, quando o poeta Benedetto Varchi proferiu em 1547 duas palestras na Academia das Artes do Desenho de Florença, e depois as mandou imprimir e divulgar com grande publicidade. Na primeira palestra, Varchi propôs que a ideia ou concepção era superior à realização material, explicitando o papel central que a retórica assumia nas artes visuais. Na segunda, tendo convidado artistas notáveis a darem suas opiniões — três pintores (Pontormo, Bronzino e Vasari), e três escultores (Cellini, Tribolo e Michelangelo) — atuou como o árbitro, embora sua preferência pela escultura seja nítida, influenciado pelo enorme prestígio de que desfrutava Michelangelo, tido como um gênio incomparável pelos seus contemporâneos.

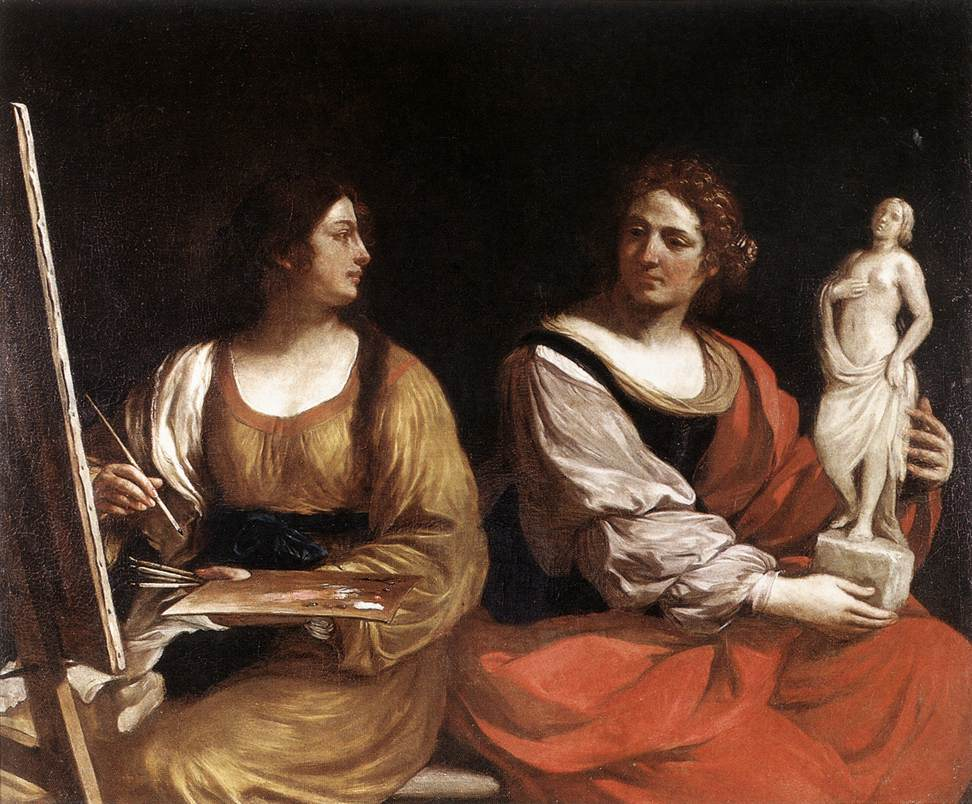
Guercino: Alegoria da Pintura e da Escultura, 1637

O paragone, porém, logo deixou de ser uma mera comparação amigável entre as artes para se tornar uma competição às vezes agressiva, um instrumento de luta pelo poder e uma forma de consolidação de preconceitos técnicos, estéticos ou sociais, pulverizando-se em várias questões paralelas. Alguns denegriam colegas de outras especialidades com o fito de monopolizar o mercado e ganhar prestígio pessoal, outros penetravam na política debatendo a primazia de certas escolas regionais sobre outras, uma área que foi inaugurada pelo pintor Paolo Pino em 1548, considerando a pintura veneziana superior à florentina.
A dúvida sobre qual das artes podia melhor representar a natureza, por outro lado, se tornou de grande relevo para a crítica na definição das especificidades de cada arte, mas cada uma delas, ao mesmo tempo, passou a buscar uma expansão em seu potencial, imitando efeitos próprios a outras categorias. Como exemplo, desenvolveu-se na pintura a técnica do trompe l'oeil, uma ilusão bastante acentuada de tridimensionalidade, na escultura passou-se a pesquisar efeitos de luz e sombra característicos da pintura, e a poesia impregnou-se de imagens pictóricas e cenográficas, procurando dar forte visualidade às descrições verbais. Tornou-se também um ponto moral, já que para eles a imitação artística da natureza deveria ser fiel o bastante para ser capaz de transmitir verdadeiro conhecimento. Isso gerou uma outra disputa sobre qual seria a melhor fonte do conhecimento, desta vez entre a arte e a própria natureza, já que, como fruto do intelecto humano, e acreditando-se o homem criado à imagem de Deus, a arte estaria mais próxima da ideação divina do que a natureza manifesta, que possuía evidentes imperfeições, irregularidades e limitações. Além disso, o artista podia transcender a natureza e criar coisas novas, o que a natureza, na concepção estática do universo daquele tempo, não seria capaz de fazer.
A questão do paragone, com suas várias ramificações, atravessou os séculos, produziu muita literatura e inspirou muitos artistas e correntes estéticas, sem que qualquer partido tenha conseguido garantir sua supremacia. Embora o termo original raramente seja aplicado às artes contemporâneas e permaneça mais como um tópico da história da arte, na verdade o problema continua influente e irresolvido até nos dias de hoje. Muitos artistas ainda revelam um grande interesse em transcender os limites de cada modalidade artística, enquanto outros defendem a delimitação de fronteiras que não deveriam ser ultrapassadas, sob pena de se desestabilizar os gêneros, falsificá-los e privá-los de seu foco e de sua força característica, e outros mais se preocupam em como a arte deve — e se ela deve ou não — imitar a natureza, repetindo ou variando argumentos lançados há muito tempo e incorporando à discussão as novas artes e disciplinas do conhecimento que vêm aparecendo.